# Antonio Cassese
Antonio Cassese, né le 1er janvier 1937 à Atripalda et mort le 21 octobre 2011 à Florence, est un juriste italien.

## Biographie
Spécialisé dans le droit international public, Antonio Cassese a été le premier président du Tribunal pénal international pour l'ex-Yougoslavie et le premier président du Tribunal spécial pour le Liban qu'il a présidé jusqu'à sa démission pour raisons de santé le 1er octobre 2011. Il a également présidé la Commission internationale d'enquête sur le Darfour.
Antonio Cassese  est mort le 21 octobre 2011 à Florence des suites d'un cancer.
Il est le frère du juriste Sabino Cassese, ancien ministre et juge à la Cour constitutionnelle italienne.

## Archives privées
Au cours de l’année 2015, les archives privées de Antonio Cassese ont été déposées auprès des Archives historiques de l'Union européenne. Elles sont consultables.

## Récompenses et distinctions
- Antonio Cassese a obtenu en 2009, conjointement avec Benjamin Ferencz, le prix Érasme, créé en 1958 par le prince Bernhard des Pays-Bas, pour récompenser des personnes ou des institutions qui ont fortement contribué à la diffusion et l'image de la culture et des valeurs européennes[4].
- Chevalier grand-croix au grand cordon de l'ordre du Mérite de la République italienne, Rome, 16 mai 2005 [5]